# Камель, Мухаммад Ибрагим
Мухаммад Ибрагим Камель (араб. محمد إبراهيم كامل‎, 6 января 1927, Каир, Королевство Египет — 22 ноября 2001, там же) — египетский государственный деятель, министр иностранных дел Египта (1977—1978).

## Биография
В 1947 г. окончил юридический факультет Каирского университета; во время шестимесячного тюремного заключения познакомился с Анваром Садатом. Они оба принадлежали к антибританскому движению Хизб Миср аль-Фатх, представители которого обвинялись в убийстве на улице Адли в центре Каира бывшего министра финансов правительства партии Вафд Амина Осман-паши.
После установления республиканского строя непродолжительное время работал в министерстве юстиции, с 1958 г. перешел на дипломатическую службу.
Работал в представительствах в Лондоне, Мехико, Оттаве и Монреале.
- 1969—1972 гг. — посол в Демократической Республике Конго,
- 1972—1973 гг. — посол в Швеции,
- 1973—1977 гг. — посол в ФРГ.

С декабря 1977 года по сентябрь 1978 г. — министр иностранных дел Арабской Республики Египет. Находясь на этом посту, принимал участие в переговорах по заключению Кэмп-Дэвидских соглашений, ушел в отставку до их подписания.
В июне 1985 г. был назначен первым председателем египетской организации по правам человека, которая была объявлена правительством незаконной.
Автор книг:
- «Потерянный мир Кэмп-Дэвидских соглашений», 1984
- «Кэмп-Дэвид: Свидетельство», 1986
- «Египетская дорога в Иерусалим», 1997